# Historisch-kritische Methode (Geschichtswissenschaft)
Die historisch-kritische Methode ist eine im 18. und 19. Jahrhundert entwickelte Methode zur Untersuchung von historischen Texten. Sie hat zum Ziel, einen Text mit wissenschaftlicher Genauigkeit zu interpretieren und die dafür getroffenen Annahmen und Argumentationsschritte nachvollziehbar zu machen. Dabei spielt die Rekonstruktion der Entstehung und der Überlieferung des Textes eine entscheidende Rolle.

## Allgemeines
Die historisch-kritische Methode ist mit fachspezifischen Variationen in allen Philologien, in der Theologie und in den Geschichtswissenschaften etabliert und wird auch in anderen Fächern genutzt, die mit historischen Texten im weiteren Sinn arbeiten.
- Historisch ist diese Methode nicht nur, weil es um historische Texte geht, sondern weil sie davon ausgeht, dass diese Texte unter angebbaren historischen Bedingungen entstanden sind und überliefert wurden und dies für die Interpretation wichtig ist.
- Kritisch ist diese Methode im Sinne des älteren Sprachgebrauchs von ‚Kritik‘, der philologische Arbeitsmethoden und vor allem die Textkritik bezeichnet. Im Mittelpunkt steht der genaue Vergleich der erhaltenen Überlieferung (z. B. die verschiedenen mittelalterlichen Handschriften eines antiken Textes)

Als ‚Väter‘ der historisch-kritischen Methode gilt eine ganze Reihe Gelehrter, die unterschiedlichen Fächern angehören, in denen die Methode in leicht unterschiedlichen Varianten genutzt wurde.

## Die historisch-kritische Methode in einzelnen Fächern

### Philologie
Die klassische Philologie war das erste Fach, in dem Textkritik geübt wurde. Im Lauf des 19. Jahrhunderts wurde diese vor allem durch stärkere Berücksichtigung des historischen Kontextes für die Interpretation zur historisch-kritischen Methode ausgebaut. Umgekehrt übernahmen andere mit historischen Texten arbeitende Disziplinen die von der Altphilologie entwickelten Methoden. Bis heute ist die historisch-kritische Methode für alle Philologien von grundlegender Bedeutung.

### Rechtswissenschaft
In der Rechtswissenschaft spielten antike, auf Latein und Altgriechisch verfasste Rechtsquellen bis zu den Kodifikationen des 19. und 20. Jahrhunderts eine große Rolle, insbesondere die Pandekten. In der Kanonistik spielten zudem mittelalterliche lateinische Rechtsquellen eine besondere Rolle. Für die Interpretation dieser Texte waren historische und textkritische Fähigkeiten notwendig. Im 19. Jahrhundert kam die besondere Rolle der Rechtsgeschichte im Rahmen der Historischen Rechtsschule hinzu. Juristen wie Theodor Mommsen trugen entscheidend zur Entwicklung der historisch-kritischen Methode bei. In der Gegenwart hingegen spielt diese Methode innerhalb der Rechtswissenschaften keine große Rolle mehr.

### Theologie
In der Theologie waren historische und textkritische Fragen vor allem für die richtige Auslegung der Bibel wichtig. Im 19. Jahrhundert entwickelten Theologen und Philologen neue Methoden, den Wortlaut und die Entstehung der biblischen Schriften zu untersuchen; zugleich gab es starke Vorbehalte gegen eine Anwendung der historisch-kritischen Methode, die im Lauf des 20. Jahrhunderts aber schwächer wurden.

### Geschichtswissenschaft
In der Geschichtswissenschaft ist die Entwicklung der historisch-kritischen Methode eng mit der Etablierung des Fachs als akademischer Disziplin im 19. Jahrhundert verbunden. Die entscheidenden Methoden waren im 18. und 19. Jahrhundert von Altphilogen und Theologen entwickelt worden, aber erst im 19. Jahrhundert systematisch auch auf historische Quellen im Allgemeinen angewandt worden. Zunächst profitierte davon vor allem die Erforschung der Antike. Im Historismus in der zweiten Hälfte des Jahrhunderts wurde die Methode dann vor allem auf mittelalterliche (seltener frühneuzeitliche) Rechtstexte, Urkunden und Chroniken angewandte, denen das Interesse der historischen Forschung galt. Im 20. Jahrhundert schließlich wurde das Spektrum der Quellen immer stärker erweitert; nicht auf alle diese Quellen kann die klassische historisch-kritische Methode gleich gut angewandt werden.
In der praktischen Durchführung gilt meist Barthold Georg Niebuhr als Begründer der historisch-kritischen Methode in der Geschichtswissenschaft, die Ausformulierung als Methode findet sich in Johann Gustav Droysens Historik. Das Vorgehen, wie es seit Ernst Bernheim und bis in die Gegenwart in Lehrbüchern dargestellt wird, umfasst nach Droysen Heuristik, Kritik und Interpretation:
1. Heuristik meint das Sammeln der für eine bestimmte Fragestellung einschlägigen Quellen, einschließlich der gesamten Überlieferung.
2. Die (Quellen-)Kritik überprüft diese Quellen, insbesondere auf Echtheit, Überlieferung, Datierung und Aussageabsichten (‚Tendenzen‘), um festzustellen, welche Aussagen aus einer Quelle mit welcher Sicherheit abgeleitet werden können. An erster Stelle wird dabei meist die Textkritik und hier vor allem, wie schon bei Droysen,[6] die Echtheitskritik genannt.[7][8][9] Allgemeiner geht es darum, wann und wo ein Text entstanden ist, welchen Wortlaut ein Text hatte und wie dieser gegebenenfalls im Laufe der Zeit verändert wurde, welcher Quellengattung er angehört und wie er sich zu älteren Quellen verhält. Die Frage, was dem Verfasser bekannt war und ob bzw. wie er davon berichtet, hilft bei der Feststellung von Tendenzen, z. B. aufgrund eines bestimmten ideologischen Standpunktes des Verfassers.→ Hauptartikel: Quellenkritik
3. Erst in einem dritten und letzten Schritt folgt die Interpretation unter Berücksichtigung der Ergebnisse der Quellenkritik.

Dieser Dreischritt ist weder eine feste noch eine vollständige Arbeitsanleitung; je nach Fragestellung und Quellenlage sind unterschiedliche Unterpunkte mehr oder weniger wichtig. Genauere Angaben über einzelne Arbeitsschritte lassen sich nicht pauschal angeben, sondern allenfalls für einzelne Quellengattungen (die Feststellung, welcher Gattung eine Quelle zugehört, ist ein dementsprechend wichtiger Teil der Quellenkritik). Typisch und entscheidend für die historisch-kritische Methode aber ist der grundsätzlich sehr hohe Anspruch an die Vollständigkeit der Heuristik und vor allem an die Quellenkritik. Wo keine historisch-kritischen Ausgaben von Quellen vorliegen, bedeutet der Dreischritt von Heuristik, Kritik und Interpretation unter Umständen, dass eine endgültige Interpretation erst nach sehr aufwändigen Quellenstudien möglich ist. Zu den Anforderungen an eine wissenschaftliche Untersuchung historischer Texte gehört nicht nur, dass die genannten Arbeitsschritte durchgeführt werden, sondern auch ihre nachvollziehbare Darstellung.